# Amr Diab
Amr Abdel Basset Abdel Aziz Diab (arabiska عمرو عبد الباسط عبد العزيز دياب), född 11 oktober 1961 i Port Said, är en egyptisk sångare, en pionjär inom arabisk musik och mycket populär i Egypten och i Mellanöstern. Även i Amerika och Europa har han vunnit popularitet och 1998(Noor El Ein), 2002 (Aktar Wahed) 2007 (El Lilady) vann han musikpriset World Music Award.2009 (wayah)  2009 nominerades Amr Diab för 4 priser i "African Music Awards". Han var nominerad för: Song of the year, Artist of the year, Best male act och Music video of the year. Amr dominerade hela festivalen och vann alla de fyra priserna överlägset. Artisterna som kom tvåa på varje pris fick antingen hälften av antalet röster som Amr Diab fick eller mindre än hälften. 

## Diskografi

### Singlar
- Aslaha Bitifrek       (It Matters)              (2010)

### Album
- Banadeek Ta'ala       (I'm Calling For You)     (2011)
- Wayah                 (With my lover)           (2009)
- El-Lela dee           (This Night)              (2007)
- Kammel Kalamak        (Keep Talking)            (2005)
- Leily Nahary          (My nights, My days)      (2004)
- Allem Alby            (Teach My heart)          (2003)
- Aktar Wahed           (The Most One)            (2001)
- Tamally Maak          (Always with you)         (2000)
- Amarain               (Two Moons)               (1999)
- Awedony               (They Make Me Used To)    (1998)
- Nour Alain            (Light Of The Eye)        (1996)
- Rag'een               (We're Returning)         (1995)
- Weylomony             (And They Blame Me)       (1994)
- Zekrayat              (Memories)                (1994)
- Ya Omrina             (Our Lifetime)            (1993)
- Ayyamna               (Our Days)                (1992)
- Ice Cream Fe Gleem    (Ice-cream In Glym)       (1992)
- Habiby                (My Darling)              (1991)
- Matkhafeesh           (Don't Be Afraid)         (1990)
- Shawwa'na             (Excite us)               (1989)
- Mayyal                (Susceptible)             (1988)
- Khalseen              (We're Even)              (1987)
- Hala Hala             (Welcome)                 (1986)
- Ghanny Men Albak      (Sing From Your Heart)    (1984)
- Ya Taree'             (Hey Road)                (1983)